# Gaedia lauta
Gaedia lauta là một loài ruồi trong họ Tachinidae.